# The Ballad of Chasey Lain
" The Ballad of Chasey Lain " is een nummer van de Amerikaanse alternatieve rockband The Bloodhound Gang. Het werd uitgebracht in februari 2000 en was de derde single van hun album Hooray for Boobies uit 1999.

## Inhoud
Volgens een bandinterview met de BBC werd het nummer geschreven nadat Jimmy Pop pornografische filmactrice Chasey Lain in een kledingadvertentie had gezien. Op de vraag of de verliefdheid echt was, antwoordde hij "Nee".

## Videoclip
De videoclip toont de band die het lied op het podium uitvoert en de regisseur en de filmploeg zijn allemaal naakte vrouwen. In de loop van de video raakt de band blijkbaar afgeleid door de naakte vrouwen en Jared Hasselhoff valt van het podium terwijl hij afgeleid is. Aan het einde van de video wordt onthuld dat de bandleden werden afgeleid door een zwaarlijvige man die slordig en walgelijk voedsel at.